# هربرت هاينريش
هربرت هاينريش (بالألمانية: Herbert Heinrich)‏ (29 يوليو 1899 – 2 مارس 1975) هو سبّاح ألماني راحل، مثّل بلاده في الألعاب الأولمبية الصيفية 1928.

## روابط خارجية
هربرت هاينريش على موقع الاتحاد الدولي للسباحة (الإنجليزية)
- هربرت هاينريش على موقع أوليمبيديا (الإنجليزية)